# Nuestra Señora de Šiluva
Nuestra Señora de Šiluva, también conocida como Nuestra Señora de los Pinares es una de las advocaciones marianas que desde 1387 se venera como un ícono católico en el poblado de Šiluva Lituania, donde en 1608 se apareció la Virgen María. Se ha construido un santuario con el mismo nombre y está dedicado a ella. El icono es muy venerado en Lituania y se le suele llamar "el mayor tesoro de Lituania".
El papa Pío VI concedió la coronación canónica a la imagen venerada el 8 de septiembre de 1786. La ciudad de Šiluva es uno de los lugares de peregrinación más importantes de Lituania con su antigua tradición de la fiesta de la Natividad de la Santísima Virgen María, llamada popularmente "Šilinės", que también se celebra el 8 de septiembre.

## Antecedentes
La devoción mariana en Šiluva se remonta casi al inicio del cristianismo en Lituania. El Gran Duque Jogaila fue bautizado como católico en 1387 cuando se casó con la reina de la vecina Polonia. Posteriormente, él y sus sucesores trabajaron para difundir la fe cristiana en su territorio, que hasta entonces era pagano. Establecieron la jerarquía eclesiástica, construyeron iglesias e incluso enseñaron personalmente el catecismo a sus súbditos.

## Historia

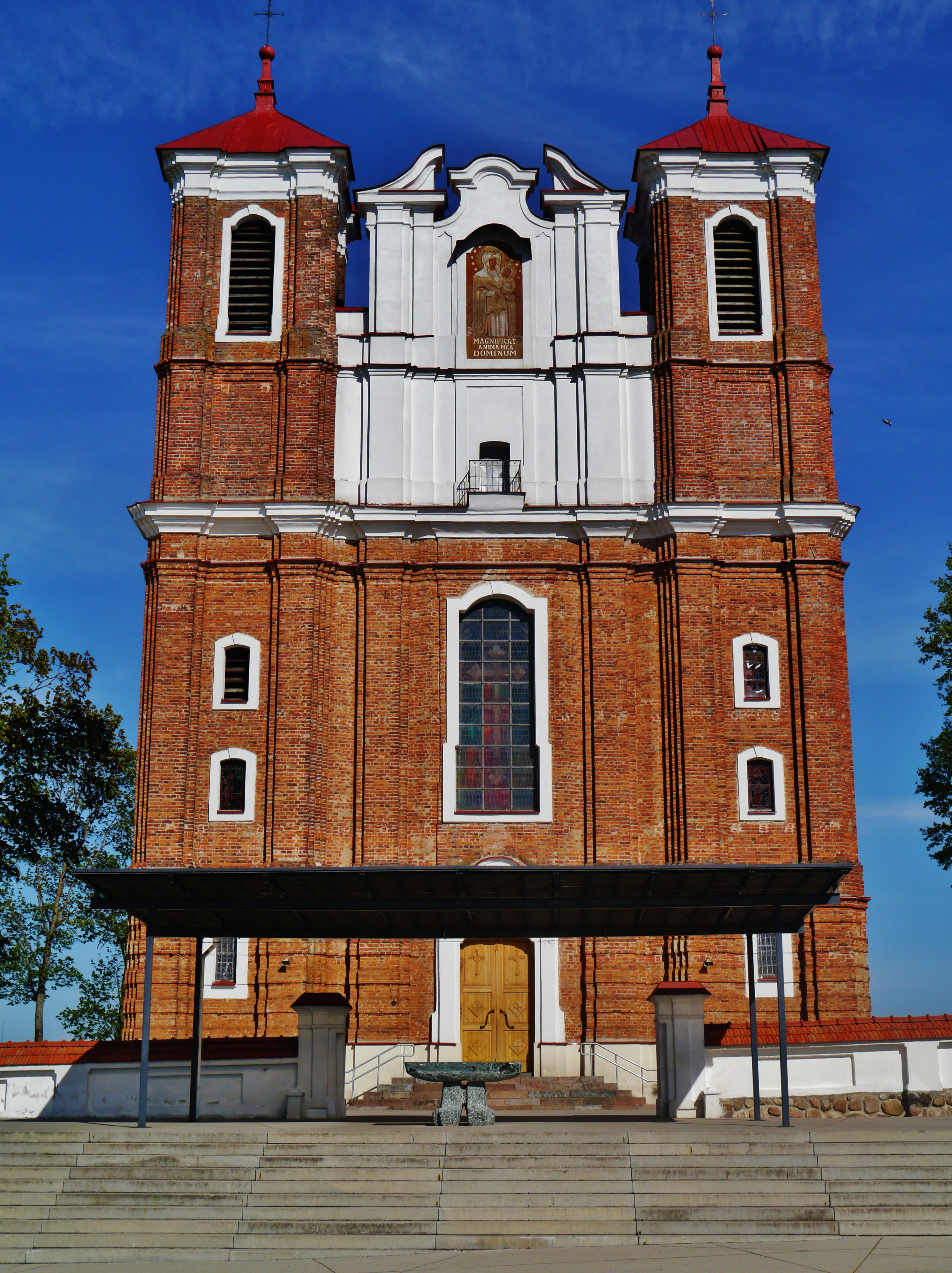
Basílica de la Nativitdad de María, Siluva

El establecimiento de una iglesia en Šiluva fue iniciativa de un noble llamado Petras Gedgaudas que trabajaba al servicio de Vytautas el Grande. En 1457, Gedgaudas destinó terrenos y otros recursos para construir un templo en honor a la Virgen. Gedgaudas construyó una iglesia dedicada a la Natividad de la Santísima Virgen María y a los Apóstoles Pedro y Bartolomé. Grandes multitudes de fieles, incluso de la vecina Prusia protestante, acudían a este lugar para celebrar la fiesta indulgente de la Natividad de la Santísima Virgen María.
El icono está pintado en el estilo Nuestra Señora del Camino, y es similar a la famosa Madonna Salus Populi Romani. Según la leyenda, el icono milagroso fue traído a Siluva desde Roma en 1457 como regalo al noble lituano Petras Gedgaudas. La nueva iglesia ganó fama como santuario mariano.
Hacia 1532, la población de los alrededores de Šiluva se hizo predominantemente calvinista. En las décadas siguientes, muchas iglesias católicas fueron confiscadas y cerradas. Sin embargo, mientras la antigua iglesia estuvo abierta, la gente siguió asistiendo a la fiesta anual hasta que finalmente la iglesia fue cerrada y finalmente quemada hasta los cimientos. En el siglo XVI, un pastor luterano se quejó de que los miembros de su rebaño viajaban a Šiluva para asistir a la fiesta católica indulgente de la Natividad de María. Alrededor del año 1569, el único párroco que quedaba, el padre John Holubka, escondió todos los objetos de valor y documentos de la iglesia que sobrevivieron en una caja blindada que enterró en los terrenos de la iglesia devastada.
Posteriormente, los católicos intentaron emprender acciones legales contra los calvinistas para recuperar los bienes de la iglesia confiscados. El caso se complicó por el hecho de que los documentos católicos de propiedad se habían perdido.

## Aparición de la Virgen
Esta asunto sucedió en el verano de 1608, cuando unos niños que cuidaban de sus ovejas en un campo situado a cierta distancia de Šiluva informaron de que habían visto a una hermosa mujer con un bebé en brazos, que apareció en el mismo lugar donde se encontraba la iglesia. Lloraba amargamente. Los niños volvieron al día siguiente acompañados de casi todo el pueblo y de un ministro calvinista, y también la vieron. Cuando se corrió la voz, un viejo ciego que había ayudado al cura a enterrar los tesoros de la iglesia original recordó el lugar. Después de la aparición, se encontraron los documentos institucionales de la iglesia católica, y en 1622 se ganó el caso relativo a la restitución de la propiedad católica.
Se construyó una pequeña iglesia de madera, la Iglesia de la Natividad de la Santísima Virgen María, en el lugar de la iglesia original, pero resultó demasiado pequeña para los numerosos peregrinos que la visitaban. En 1641 se construyó una iglesia mucho más grande.
El papa Pío VI confirmó la autenticidad de la aparición de Nuestra Señora de Šiluva mediante un decreto papal promulgado el 17 de agosto de 1775.
La actual Basílica de la Natividad de la Santísima Virgen María fue consagrada en 1786. El edificio es uno de los mejores ejemplos de la arquitectura barroca tardía en Lituania. El interior, diseñado por el artista lituano Thomas Podgaiskis, se ha conservado sin cambios significativos durante más de dos siglos.
Antes de la Segunda Guerra Mundial, las procesiones solían salir de todas las ciudades lituanas para peregrinar a Šiluva. El día 13 de cada mes se conoce como el «Día de María».

## Veneración
El 17 de agosto de 1775, el papa Pío VI, promulgó con un Decreto Papal la autenticidad de Nuestra Señora de Šiluva.
La capilla de la Aparición se construyó en estilo egipcio-renovador y gótico y cuenta con el campanario más alto de Lituania. Se construyó sobre la roca donde se encontraba la Virgen. La propia roca, que los peregrinos se empeñan en besar, se encuentra bajo el altar de la capilla.
Por su devoción a María, el papa Pío XI llamó a Lituania Terra Mariana (Tierra de María). El papa Pío VI aprobó las devociones a Nuestra Señora de Šiluva y concedió indulgencias por ellas.
El papa Juan Pablo II rezó en el santuario del humilde pueblo lituano de Šiluva en 1993, dos años después de que la nación báltica recuperara su independencia. En 2006, Benedicto XVI bendijo nuevas coronas de oro para una imagen milagrosa de María y Jesús en Šiluva. En 2008 envió un legado papal para participar en las festividades de Šiluva con motivo del cuarto centenario de la aparición mariana.

### Devociones americanas-lituanas
En Estados Unidos, la capilla de Nuestra Señora de Siluva se encuentra dentro de la Basílica del Santuario Nacional de la Inmaculada Concepción en Washington D. C. La comunidad de emigrantes y refugiados lituanos en los Estados Unidos, bajo el liderazgo del obispo Vincent Brizgys, se organizó en 1963 para el establecimiento de esta capilla de Siluva, que fue dedicada en 1966. En ella se expone el arte de los artistas lituanos exiliados en aquella época, debido a la ocupación y represión soviética de Lituania durante y después de la Segunda Guerra Mundial. Vytautus Kasuba basó su estatua de Nuestra Señora de Siluva con el Niño Jesús en relatos escritos de testigos de 1608. Los mosaicos de Vytautas Jonynas representan la historia religiosa y cultural de Lituania en dos grandes paneles de mosaico en las paredes laterales de la capilla, uno de los cuales muestra la imagen tradicional del Rūpintojėlis o «Cristo Preocupado», y el segundo representa información sobre el príncipe y santo lituano, Casimiro. Los mosaicos y vidrieras de Albinas Elskus decoran el techo dorado con cuatro imágenes de la Virgen de las iglesias lituanas, el frontispicio del altar que muestra cruces de camino tradicionales lituanas y la decoración del fondo del altar con aura azul y dorada sobre la estatua de Nuestra Señora de Siluva. El 16 de octubre de 2016, la comunidad americana-lituana celebró el quincuagésimo aniversario de la dedicación de la capilla. Una exposición relativa a la historia de la capilla y su representación de las tradiciones culturales y religiosas lituanas fue acogida en la Sala Conmemorativa de la Basílica desde el 1 de julio hasta el 17 de octubre.
Además de la capilla en Washington D. C., hay varios otros sitios dentro de los Estados Unidos dedicados a Nuestra Señora de Siluva.  Entre ellos se encuentran santuarios en Chicago, Illinois; y en Putnam, Connecticut; y en East St. Louis, Illinois. 
Hay una estatua de Nuestra Señora de Siluva fuera de la pequeña iglesia de la misión en Rincón (Nuevo México). 
También hay un santuario a Nuestra Señora de Siluva en la iglesia parroquial de los santos Pedro y Pablo en Elizabeth (Nueva Jersey). El santuario, dedicado el 29 de junio de 1958, está ricamente ornamentado con obras de arte y tallas de madera lituanas, y alberga un cuadro que representa la aparición y una reliquia de la piedra original sobre la que se encontraba la Virgen.
Debido a que, inspirada por la aparición, la comunidad volvió a la práctica devota de su religión, Nuestra Señora de Šiluva es invocada como patrona de los que han abandonado la fe, y de los que rezan por ellos.

## Legado
Los Caballeros de Lituania han patrocinado la creación del "Fondo de Nuestra Señora de Siluva, Inc." durante su Convención Nacional de 2003 en Brockton, MA, al celebrar su 90.º aniversario. El propósito del fondo es ayudar a promulgar el conocimiento y la devoción a Nuestra Señora por su aparición en Siluva, Lituania, en 1608.

## Galería de imágenes

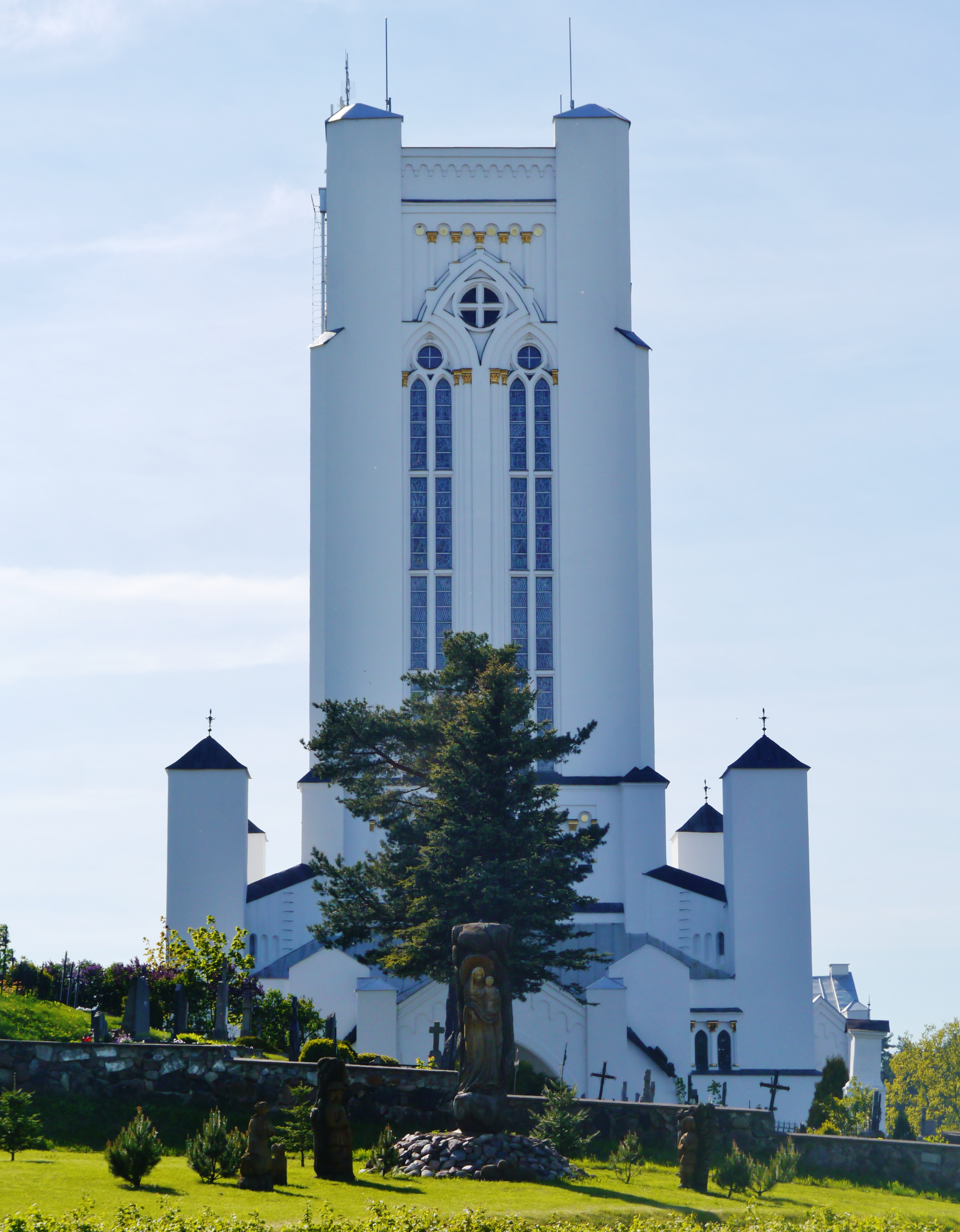
Capilla de la Aparición de la Virgen, Šiluva (Lituania)
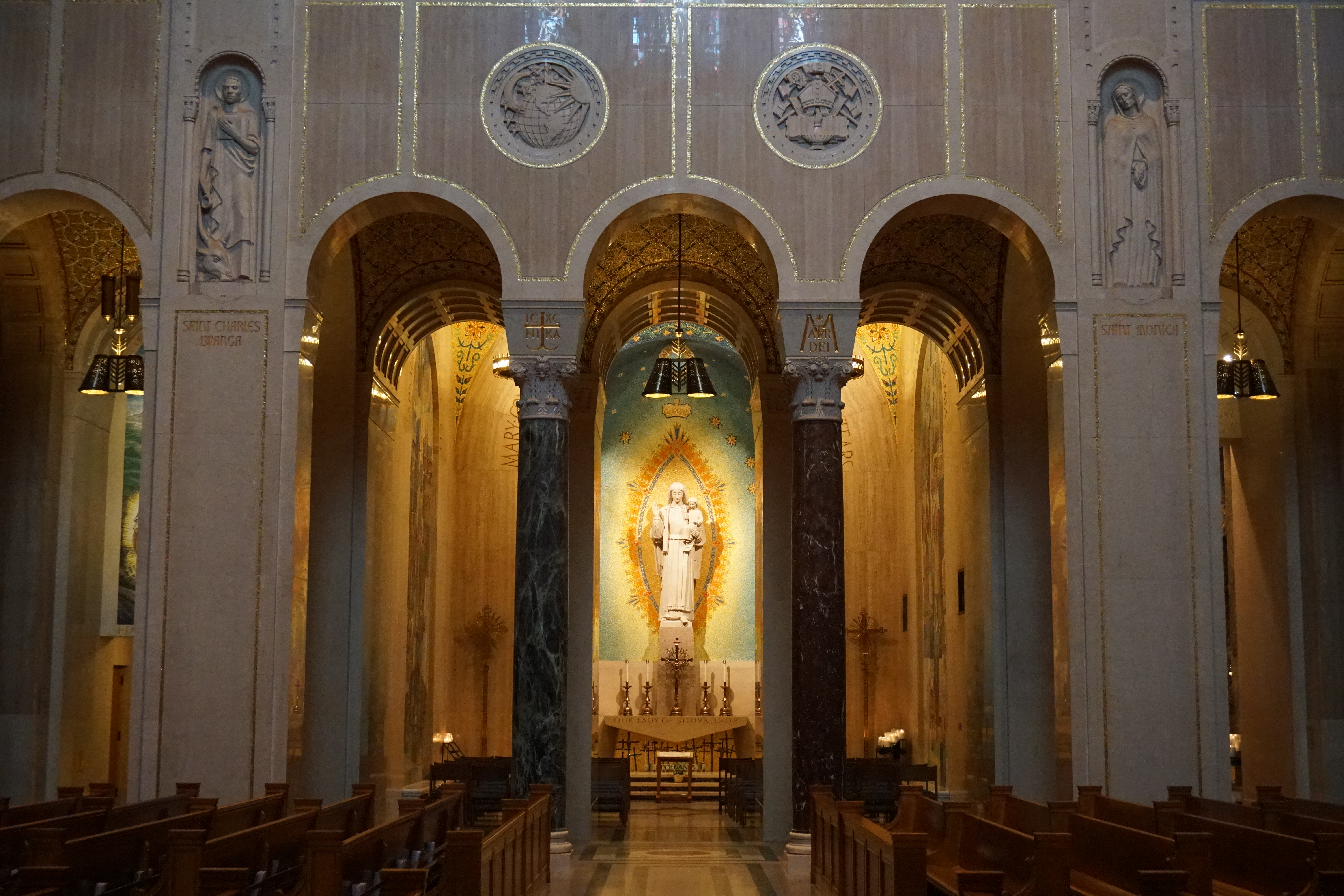
Capilla de Nuestra Señora de Šiluva, Washington DC (EE. UU.)
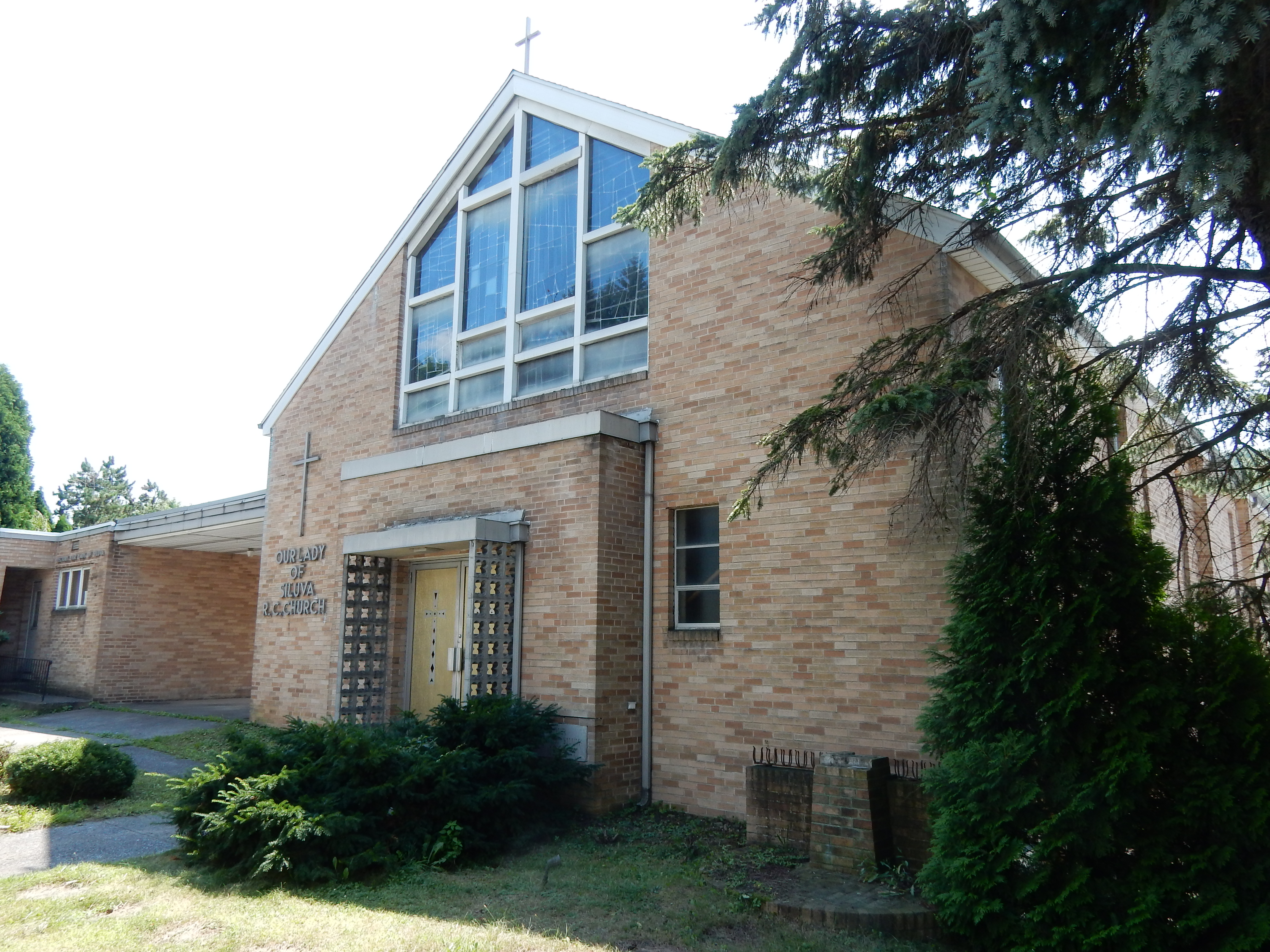
Capilla de Nuestra Señora de Šiluva, Maizeville en Pensilvania (EE. UU.)
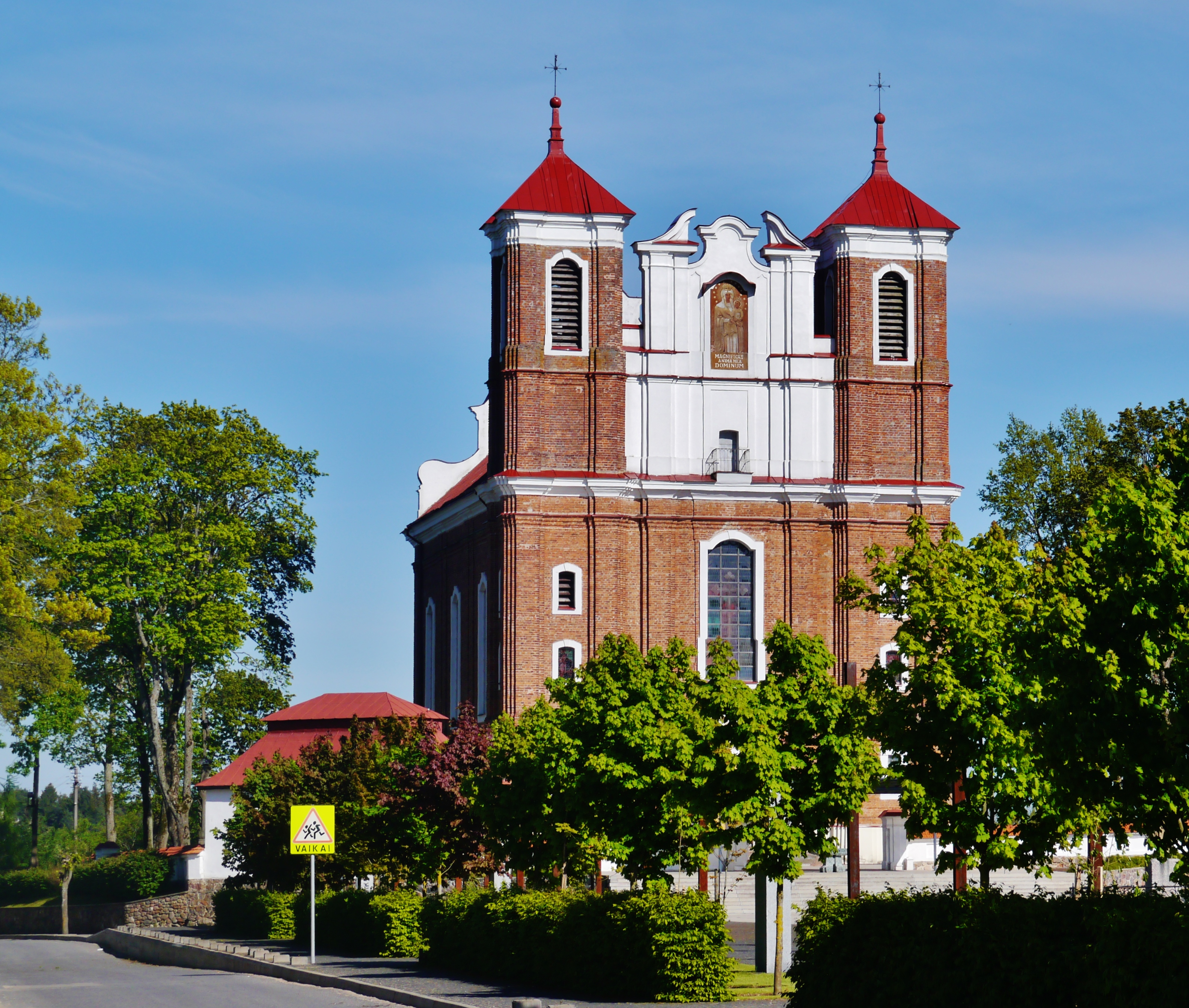
Basílica de la Natividad de la Virgen, Šiluva (Lituania)
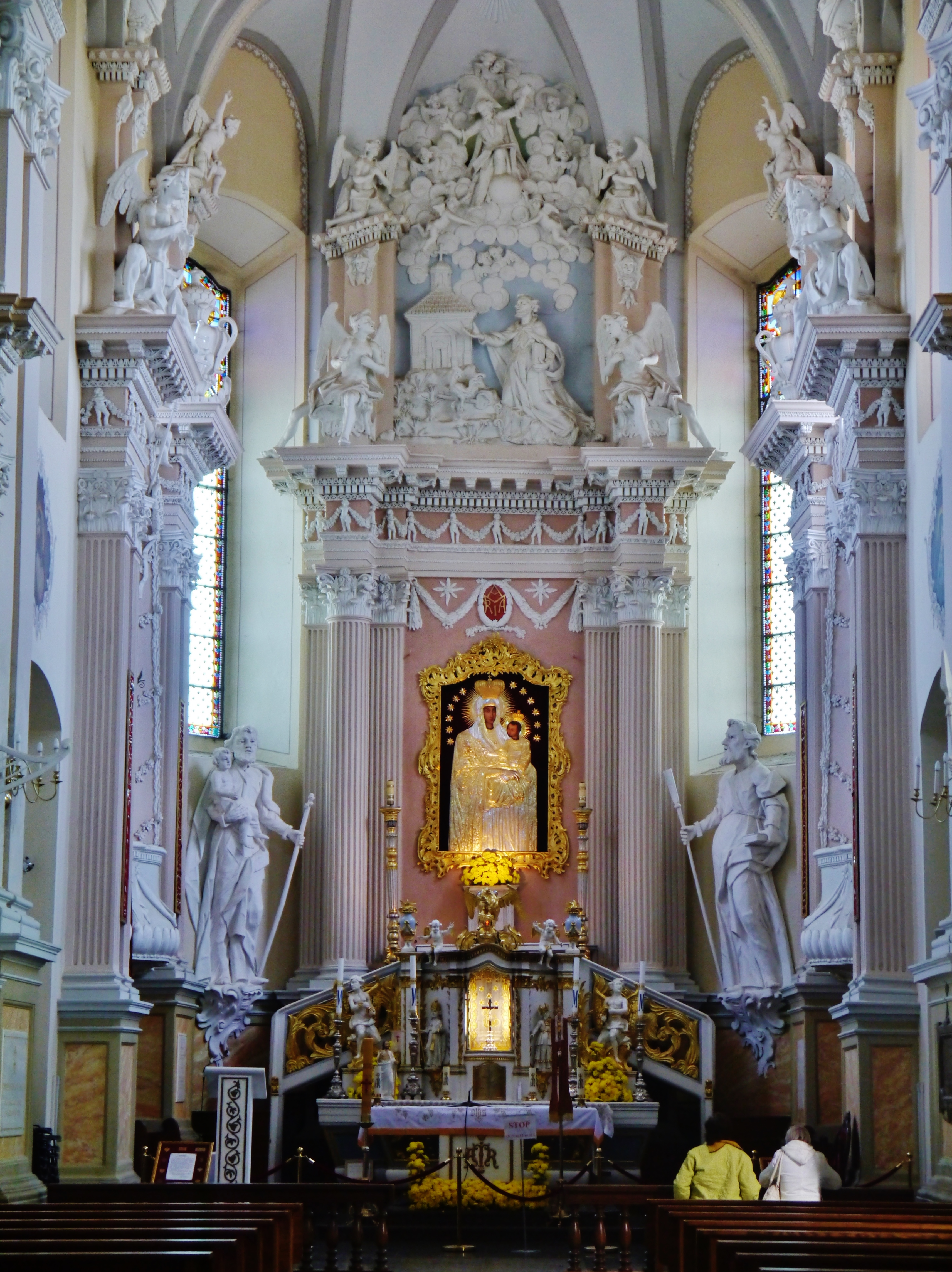
Icono de la Virgen y el Niño en la Basílica.